# 下雄乡
下雄乡，是中华人民共和国四川省甘孜藏族自治州甘孜县下辖的一个乡镇级行政单位。

## 行政区划
下雄乡下辖以下地区：
德且一队村、德且二队村、德西村、下雄村、则色村、打本一队村、打本二队村、阿德村和然洛村。